# Heinrich Rubens
Heinrich Rubens (Wiesbaden, 30 marzo 1865 – Berlino, 17 luglio 1922) è stato un fisico tedesco.
Divenne famoso grazie alle sue ricerche sui raggi infrarossi nella misurazione dell'irraggiamento del corpo nero.
Con la collaborazione di H. Hollnagen costruì nel 1910 un interferometro per raggi infrarossi e nello stesso anno gli venne assegnata la medaglia Rumford.